# 헝가리 회색 소

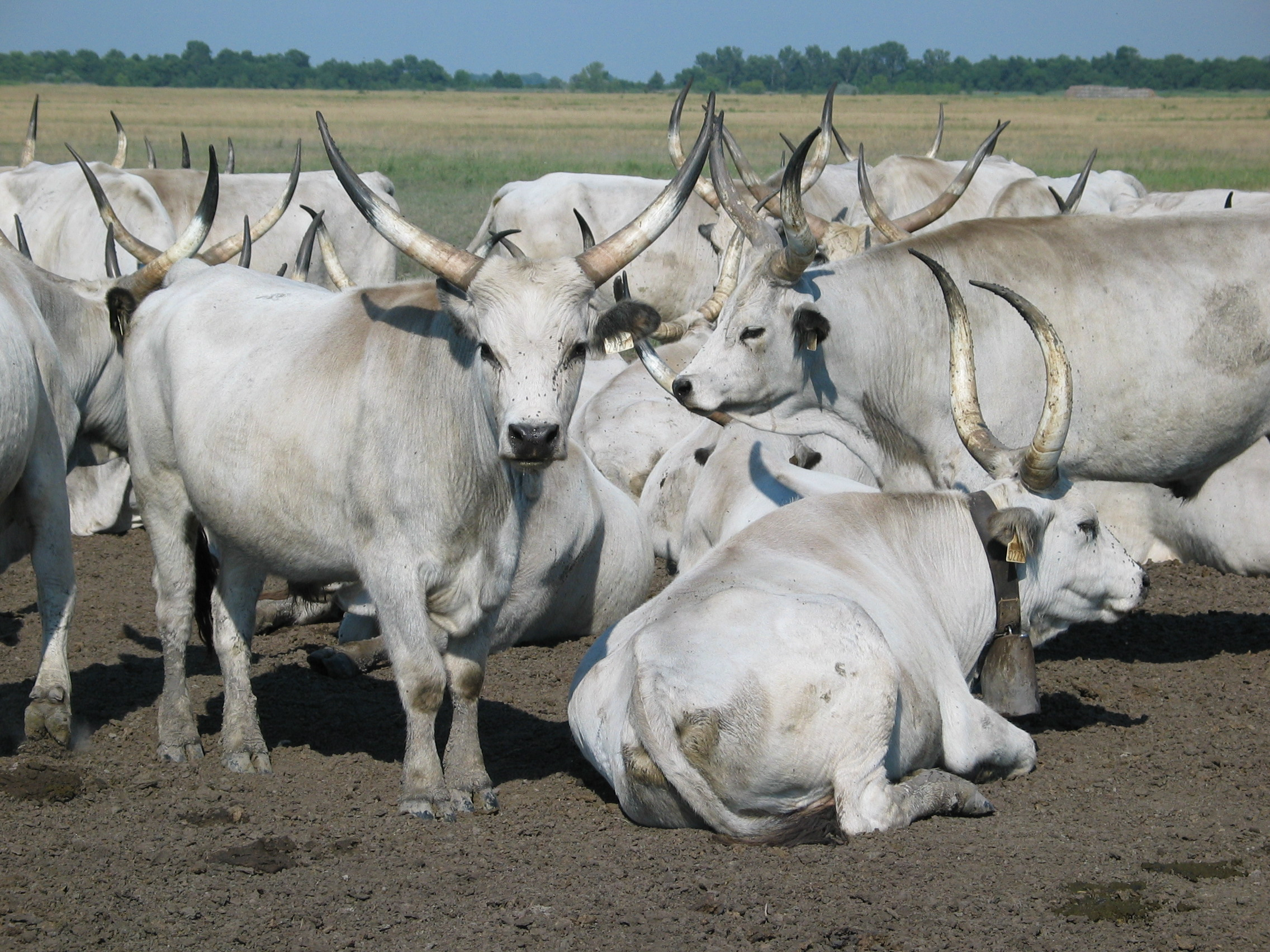
헝가리 회색 소

헝가리 회색 소(영어: Hungarian Grey 헝가리안 그레이[*], 헝가리어: Magyar Szürke 머저르 쉬르케[*]) 또는 헝가리 스텝 소(영어: Hungarian Steppe Cattle)는 고대부터 내려온 헝가리의 토착 식육용 가축 품종이다. 이 품종은 포돌릭 소 품종에 속해 있으며, 광활한 방목 체계에 잘 적응하였다.

## 역사
이 품종은 약 9세기경 헝가리 동부 저지대 지방으로 이주한 헝가리인들에 의해 유입되었을 것이라 추측된다. 중세부터 초기 현대까지 이 품종은 짐을 나르기 위해 사용되었으나, 1861년부터 방목 생활과 시장을 위한 조기 성숙과 육질 향상을 목표로 품종 교배가 이루어져 왔다.
오늘날 헝가리 회색 소는 주로 호르토바지 국립공원을 비롯한 다른 국립공원들에서 관광 목적으로 사육되고 있다. 소규모 무리들이 다른 지역(헝가리 서부에 위치한 보츠푈데(Bocfölde) 마을 등)에서 발견될 수도 있다. 이 무리들은 이 품종의 다른 품종들에 비해 질병에 대한 높은 저항력으로 인해 유전자 은행으로 다뤄진다. 1975년경에는 오직 2무리에 총 300마리만이 확인되었으나, 그 후 개체 수는 지속적으로 증가중이다. 이 개체 수의 증가는 부분적으로 헝가리 정부의 냉동 보존 덕분이라 할 수 있다.

## 특징
헝가리 회색 소는 호리호리하며, 키가 큰 편이다. 수컷의 경우에는 키는 145cm에서 155cm까지, 몸무게는 800kg에서 900kg까지 성장하고, 암컷의 경우에는 키는 135cm에서 140cm까지, 몸무게는 500kg에서 600kg까지 성장한다. 색은 은백색에서 잿빛 회색까지 다양하다. 다른 포돌릭 소 품종과 마찬가지로 송아지는 밀색으로 태어나서 생후 3개월경에 회색이 된다. 헝가리 회색 소는 힘이 강하고, 쉽게 번식하며, 수명이 길다. 뿔은 길고 굴곡을 그리며 위를 향한다.